# Melba Montgomery
Melba Montgomery (Iron City, 14 ottobre 1938 – Nashville, 15 gennaio 2025) è stata una cantautrice statunitense.

## Biografia
Cresciuta in una famiglia di artisti musicali, Melba Montgomery firmò un contratto discografico con la United Artists Records nel 1962 grazie all'aiuto di Roy Acuff. Negli anni 60 trovò successo duettando con George Jones, Gene Pitney e Charlie Louvin: con il primo incise il disco What's in Our Heart, arrivato alla 3ª posizione della Top Country Albums stilata da Billboard. Nel 1973 firmò per la Elektra Records, intensificando la propria carriera solista. Continuò quindi a registrare album e singoli di successo, in particolare No Charge, arrivato in vetta alla classifica country statunitense e al 39º posto della Billboard Hot 100.
Nei decenni successivi si concentrò sulla scrittura delle canzoni, scrivendo per  George Strait, Reba McEntire, Randy Travis, George Jones, Patty Loveless, Travis Tritt, Tracy Byrd, Terri Clark, John Prine, Jim Lauderdale, Sara Evans, Eddy Arnold, Connie Smith, Leon Russell, J.D. Souther e Rhonda Vincent.

## Discografia

### Album in studio
- 1963 – What's in Our Heart (con George Jones)
- 1964 – America's No. One Country and Western Girl Singer
- 1964 – Bluegrass Hootenanny (con George Jones)
- 1964 – Down Home
- 1965 – I Can't Get Used to Being Lonely
- 1965 – Being Together (con Gene Pitney)
- 1966 – Hallelujah Road
- 1966 – Country Girl
- 1966 – Close Together (con George Jones)
- 1967 – Melba Toast
- 1967 – Don't Keep Me Lonely Too Long
- 1967 – Party Pickin' (con George Jones)
- 1967 – I'm Just Living
- 1969 – The Big Beautiful Country World of Melba Montgomery
- 1970 – Don't Keep Me Lonely Too Long
- 1971 – Something to Brag About (con Charlie Louvin)
- 1971 – Baby You've Got What It Takes (con Charlie Louvin)
- 1973 – Melba Montgomery
- 1974 – No Charge
- 1975 – Don't Let the Good Times Fool You
- 1975 – The Greatest Gift of All
- 1977 – Melba Montgomery
- 1982 – I Still Care
- 1983 – Audiograph Alive
- 1986 – No Charge
- 1992 – Do You Know Where Your Man Is
- 1997 – This Time Around
- 2008 – Studio 102 Essentials
- 2010 – Things That Keep You Going

### Raccolte
- 1964 – A King & Two Queens (con George Jones e Judy Lynn)
- 1965 – Queens of Country Music (con Dottie West)
- 1966 – Famous Country Duets (con George Jones e Gene Pitney)
- 1966 – Blue Moon of Kentucky (con Gene Pitney)
- 1967 – The Mood I'm In
- 1972 – The Only Duets Ever Recorded (con Gene Pitney)
- 1974 – Aching Breaking Heart
- 1994 – George Jones and Melba Montgomery (con George Jones)
- 1996 – Vintage Collections: George Jones and Melba Montgomery (con George Jones)
- 1998 – First Ladies of Country (con Norma Jean)
- 2002 – Golden Moments

### Singoli
- 1962 – Shoe Old Ranger
- 1962 – I'm No Longer in Your Heart
- 1962 – Your Picture (Keeps Smiling Back at Me)
- 1963 – Hall of Shame
- 1963 – The Greatest One of All
- 1963 – We Must Have Been Out of Our Minds (con George Jones)
- 1963 – Let's Invite Them Over (con George Jones)
- 1964 – The Face
- 1964 – Big Big Heartaches
- 1964 – Suppose Tonight Would Be Our Last (con George Jones)
- 1964 – Please Be My New Love (con George Jones)
- 1964 – Multiply the Heartaches (con George Jones)
- 1965 – I Can't Get Used to Being Lonely
- 1965 – I Saw It
- 1965 – I'll Wait Till Seven
- 1965 – Constantly
- 1965 – House of Gold (con George Jones)
- 1965 – I Let You Go (con George Jones)
- 1965 – Blue Moon of Kentucky (con George Jones)
- 1965 – Baby Ain't That Fine (con Gene Pitney)
- 1966 – Don't Keep Me Lonely Too Long
- 1966 – Crossing Over Jordan
- 1966 – My Tiny Music Box
- 1966 – Won't Take Long
- 1966 – Being Together (con Gene Pitney)
- 1966 – Close Together (As You and Me) (con George Jones)
- 1967 – What Can I Tell the Folks Back Home
- 1967 – Twilight Years
- 1967 – Party Pickin' (con George Jones)
- 1968 – You Put Me Here
- 1968 – Our Little Man (con Judy Lynn)
- 1968 – Hallelujah Road
- 1969 – What's to Become of What's Left Me
- 1969 – As Far as My Forgetting's Got
- 1970 – The Closer She Gets
- 1970 – Eloy Crossing
- 1970 – Something to Brag About (con Charlie Louvin)
- 1971 – He's My Man
- 1971 – Did You Ever (con Charlie Louvin)
- 1971 – Baby You've Got What It Takes (con Charlie Louvin)
- 1971 – I'm Gonna Leave You (con Charlie Louvin)
- 1972 – Hope I Never Love That Way Again
- 1972 – Baby What's Wrong with Us (con Charlie Louvin)
- 1972 – A Man Likes Things Like That (con Charlie Louvin)
- 1973 – Wrap Your Love Around Me
- 1974 – He'll Come Home
- 1974 – No Charge
- 1974 – Your Pretty Roses Came Too Late
- 1974 – If You Want the Rainbow
- 1975 – Don't Let the Good Times Fool You
- 1975 – Searchin' (For Someone Like You)
- 1975 – He Loved You Right Out of My Mind
- 1975 – Love Was the Wind
- 1977 – Never Ending Love Affair
- 1977 – Before the Pain Comes
- 1977 – Angel of the Morning
- 1978 – Leavin' Me in Your Mind
- 1980 – The Star
- 1986 – Straight Talkin'
- 1987 – Almost Over the Line (con Lee Dillard)
- 1990 – The Key's in the Mailbox
- 1992 – Your Heart Turned Left